# Baryscapus barbarae
Baryscapus barbarae är en stekelart som först beskrevs av Burks 1963.  Baryscapus barbarae ingår i släktet Baryscapus och familjen finglanssteklar. Inga underarter finns listade.